# Tyrone Loran
Tyrone Gabriel Loran (ur. 29 czerwca 1981 w Amsterdamie) – holenderski piłkarz z Curaçao występujący na pozycji prawego obrońcy.

## Kariera klubowa
Loran zawodową karierę rozpoczynał w 2000 roku w holenderskim klubie FC Volendam z Eerste divisie. Spędził tam 2 lata. W tym czasie w barwach Volendamu rozegrał 25 spotkań i zdobył 1 bramkę. Latem 2002 odszedł do angielskiego Manchesteru City. W styczniu 2003 został wypożyczony do Tranmere Rovers z League One. W połowie 2003 roku Tranmere wykupiło Lorana z Manchesteru, dla którego ostatecznie nie rozegrał żadnego spotkania. W grudniu 2004 został wypożyczony na miesiąc do Port Vale (League One) i wystąpił tam w 6 meczach.
W styczniu 2005 Loran wrócił do Holandii, gdzie został graczem zespołu RBC Roosendaal z Eredivisie. W tych rozgrywkach zadebiutował 23 stycznia 2005 w przegranym 0:1 pojedynku z RKC Waalwijk. 16 kwietnia 2005 w wygranym 2:0 spotkaniu z ADO Den Haag strzelił pierwszego gola w Eredivisie. W 2006 roku spadł z klubem do Eerste divisie. W RBC spędził jeszcze rok.
Latem 2007 roku Loran przeszedł do pierwszoligowego NAC Breda. Pierwszy ligowy mecz zaliczył tam 18 sierpnia 2007 przeciwko FC Groningen (0:3). W 2008 roku zajął z klubem 3. miejsce w Eredivisie. Po trzech latach gry i zanotowaniu 66 występów przeszedł do De Graafschap, gdzie po rozegraniu połowy sezonu zakończył karierę.

## Kariera reprezentacyjna
W reprezentacji Antyli Holenderskich Loran zadebiutował 6 lutego 2008 roku w wygranym 1:0 meczu eliminacji Mistrzostw Świata 2010 z Nikaraguą. 27 marca 2008 roku w wygranym 2:0 pojedynku eliminacji Mistrzostw Świata 2010 z Nikaraguą strzelił jedynego gola w drużynie narodowej.